# Emplocia lassippa
Emplocia lassippa är en fjärilsart som beskrevs av Druce 1890. Emplocia lassippa ingår i släktet Emplocia och familjen mätare. Inga underarter finns listade i Catalogue of Life.